# (500091) 2012 AD15
(500091) 2012 AD15 es un asteroide perteneciente al cinturón de asteroides, descubierto el 16 de diciembre de 2004 por el equipo del Catalina Sky Survey desde el Catalina Sky Survey, Arizona, Estados Unidos.

## Designación y nombre
Designado provisionalmente como 2012 AD15.

## Características orbitales
2012 AD15 está situado a una distancia media del Sol de 2,298 ua, pudiendo alejarse hasta 2,628 ua y acercarse hasta 1,967 ua. Su excentricidad es 0,143 y la inclinación orbital 24,15 grados. Emplea 1272,56 días en completar una órbita alrededor del Sol.

## Características físicas
La magnitud absoluta de 2012 AD15 es 16,8.